# Фудбалска репрезентација Републике Косово
Фудбалска репрезентација Републике Косово (алб. Kombëtarja e futbollit i Republikës së Kosovës) је мушка фудбалска репрезентација која представља Републику Косово. Под управом је Фудбалског савеза Републике Косово и члан ФИФА.

## Историја

### Прва утакмица
Косово је 29. новембра 1942. први пут у својој историји одиграло пријатељску утакмицу у оквиру прославе 30. годишњице независности Албаније против Тиране, а утакмица је завршена поразом у гостима од 2 : 0, док су на почетној постави били Мустафа Даци (г), Баланца, Ахмет Заими, Мазлум Дзердза, Весели, Хајдар Хамза, Небиљ Дилатаху, Рамадан Вранићи, Добрица Барбарога, Бајрами и Хенци.

### Доба Југославије
„Разлог ове пријатељске утакмице је што смо желели да се суочимо са тимом који има исти темперамент и карактер као репрезентација Албаније.”

—Образложење тадашњег селектора репрезентације Југославије Рајка Митића за разлог организовања утакмице Косово—Југославија.
Дана 8. новембра 1967. године, Косово је по први пут као аутономна покрајина СФР Југославије одиграло пријатељску утакмицу против Југославије, која је завршена нерешеним резултатом 3 : 3 на домаћем терену, а почетна постава те утакмице била је мешавина између албанских и српских фудбалера као што су Милосавлевић, Стевановић, Мушикић, Абраши, С. Џукић, В. Џукић, Бровина, Хатиби, Радовић, Прекази и Пиндовић, за Југославију је ова утакмица била припрема пред квалификације за Европско првенство у фудбалу 1968. против Албаније.

#### Као део репрезентације Југославије
У југословенским репрезентацијама на међународним такмичењима често су били фудбалери са Косова, као што су Фадиљ Вокри и Стеван Стојановић. Још тројица фудбалера са Косова, Фахрудин Јусуфи, Милутин Шошкић и Владимир Дурковић, били су део југословенског тима који је освојио златну медаљу на Летњим олимпијским играма 1960. и сребрну медаљу на Европском првенству у фудбалу 1960.

#### После распада Југославије
Дана 20. јануара 1993. године, Фудбалски савез Републике Косово је потписао протокол о сарадњи са Фудбалским савезом Албаније и у оквиру овог протокола одлучено је да се 14. фебруара одигра пријатељска утакмица између Албаније и Косова, што је била прва утакмица Косова након распада Југославије, а ова утакмица је завршена поразом од 1 : 3, а стартна постава тог била је Ахмет Беселица (г), Ардијан Кознику, Бардец Сефери, Фадиљ Бериша, Гани Лапаштица, Генц Дзоџа, Иса Садрију, Куштрим Муниши, Мухарем Сахити, Садулах Ајети и Сељајдин Јерлију.

#### После рата на Косову и Метохији
„Веома сам задовољан учинком екипе иако смо предвиђали јачег противника. Ипак, желим да истакнем да су наши играчи били фантастични. Чињеница да не играмо много међународних утакмица можда је инспирисала играче да дају своје све ово време.”

—Мишљење тадашњег тренера Мухарема Сахитија после меча против Монака.
Косово је 7. септембра 2002. први пут после рата на Косову и Метохији одиграло пријатељску утакмицу против Албаније, која је завршена минималним поразом од 0 : 1 на домаћем терену, а стартна постава тог меча била је Ахмет Беселица (ГК), Ардијан Кознику, Арсим Абази, Бесник Колари, Фадиљ Адеми, Фарук Статовци, Исмет Муниши, Мехмет Драгуша, Сунај Кеки, Џевдет Лумница и Зенун Селими.
Једна од најважнијих утакмица била је победа од 1 : 0 над Саудијском Арабијом одиграна 15. јуна 2007. То је био први пут да је Косово играло против тима који је учествовао на Светском првенству у фудбалу, а победнички гол постигао је Кристијан Нуши из пенала у 84. минуту. Косово је 22. априла 2006. остварило своју највећу победу, савладавши Монако резултатом 7 : 1. Ако се у то укључе утакмице одигране пре него што је Косово постало члан ФИФА, овај резултат је њихов најбољи до сада.

### После проглашења независности

#### Прва утакмица
Дана 17. фебруара 2010. године, први пут од једностраног проглашења независности од Србије, Косово је одиграло пријатељску утакмицу против Албаније (утакмица је завршена поразом од 2-3 на домаћем терену). Почетни састав тог меча је био Куштрим Мушица (г), Анељ Рашкај, Дукађин Гаши, Енис Заберђа, Фисник Папучи, Илир Налбани, Лиридон Кукај, Роберт Ђерај, Шпетим Хасани и Ил Хоџа. Ова утакмицаје имала хуманитарни карактер, јер је приход прикупљен ишао онима који су погођени поплавама у Скадру.

#### Настојања за интернационализацију
Дана 6. маја 2008. Косово је поднело захтев за чланство у ФИФА. Дана 24. октобра 2008. године, на Конгресу ФИФА у Цириху се расправљало о пријави која је одбијена. Том приликом, ФИФА је одлучила да Косово не може чак ни да игра пријатељске утакмице против репрезентација чланица ФИФА.
У септембру 2012. албански репрезентативац Љорик Цана, заједно са швајцарским репрезентативцима Гранитом Џаком, Ваљоном Бехрамијем и Џерданом Шаћиријем, који су етнички Албанци, написали су изјаву председнику ФИФА Сепу Блатеру, тражећи од њега да дозволи Косову да игра пријатељске утакмице. Декларацију је потписало и још осам албанских фудбалера као што су Ахмед Јанузи, Аљбан Меха, Арменд Далку, Бурим Кукели, Етрит Бериша, Фатмире Бајрамај, Љорик Цана, Мергим Маврај и Самир Ујкани. Неки фудбалери, посебно Срби као што су Милан Бишевац и Милош Красић, наставили су да играју за Србију.

##### Дозвола ФИФА за играње пријатељских утакмица
Дана 6. фебруара 2013. ФИФА је одлучила да дозволи тимовима косовских клубова да играју пријатељске утакмице против клубова из земаља чије су репрезентације биле чланови ФИФА. Међутим, прописано је да косовски клубови и тимови не смеју да истичу националне симболе као што су косовска застава, грб, итд, нити да свирају косовску химну.
Дана 5. марта 2014. ФИФА је дозволила фудбалској репрезентацији Косова да одигра своју прву међународну пријатељску утакмицу, против Хаитија. Утакмица је завршена нерешеним резултатом 0 : 0. Пре меча, поједини фудбалери Косова позирали су са пушкама у стрељани, што је изазвало пометњу у Србији. Уочи утакмице, присталице Косова запалиле су заставу Србије. Овај инцидент подстакао је Фудбалски савез Србије да затражи да ФИФА одузме право Косова да игра међународне пријатељске утакмице.
После утакмице против Хаитија, 2014. године одржано је још шест утакмица: против Турске, Сенегала, Омана, Екваторијалне Гвинеје и Албаније. Прва победа на овим пријатељским утакмицама била је против Омана, резултатом 1 : 0, док је највећи пораз 1 : 6 од Турске.

#### Чланство у УЕФА и ФИФА
У септембру 2015. године, на састанку Извршног комитета УЕФА на Малти, захтев Косова за пријем у УЕФА заказан је за разматрање на следећем редовном Конгресу који је одржан у Будимпешти. Дана 3. маја 2016, на редовном Конгресу, Косово је примљено у УЕФА након што су чланови гласали 28 : 24 у корист Косова. Десет дана касније, Косово је примљено у ФИФА током њиховог 66. Конгреса у Мексику, са 141 гласом за и 23 против.

### Први турнир

#### Деби у квалификацијама за Светско првенство и умало успешан први покушај за Европско
Косово је почело да дебитује у квалификацијама за Светско првенство 2018, где је било у групи са Хрватском, Финском, Исландом, Турском и Украјином. Косовски фудбалери су направили своје прво велико изненађење, остваривши нерешен резултат 1 : 1 током утакмице с Финском, али се испоставило да је то био једини бод Косова у квалификацијама, пошто је тим изгубио преостале утакмице и завршио последњи у групи.
Након неуспеха да се квалификује за Светско првенство у фудбалу 2018, Косово је учествовало у групи Д УЕФА Лиге нација 2018/19. са Азербејџаном, Фарским Острвима и Малтом, где су кососвки фудбалери били на челу своје групе непоражени и стигли до свог првог плеј-офа где су покушали да се квалификују за Европско првенство у фудбалу 2020. Након успешне Лиге нација, Косово је ушло у квалификације за Европско првенство 2020, где је делило групу А са Бугарском, Чешком, Црном Гором и четвртопласираном на Светском првенству 2018. Енглеском. Као „црна овца” квалификација, Косово је ипак створило успех, успевши да победи Бугарску, Црну Гору и оствари шокантну победу на домаћем терену над Чесима и заузевши друго место иза Енглеске, са 15 мечева и тада скоро две године без поразом победивши у 11 од ових 15 мечева. У утакмици против Енглеске на њиховом терену, фудбалери Косова су рано повели, иако нису успели победе, након чега су изгубили резултатом 3 : 5, окончавши најдужу серију без пораза у историји фудбала Косова. У одлучујућем мечу против Чеха, где је Косову била потребна победа да би се први пут директно квалификовало, Косово је стекло шокантно вођство, али није успело да га заштити пошто је изгубило 1 : 2 и могло је да учествује само у плеј-офу, али ово је остао највећи успех Косова до сада.

#### Неуспех
Након успешног пласмана у плеј-оф, Косово је кренуло у УЕФА Лигу нација — група Ц 2020/21, где је играло у групи са Грчком, Молдавијом и Словенијом. После импресивног учинка у квалификацијама за Европско првенство 2020, Косово је добило повољан наговештај за промоцију у Лигу Б. Ипак, почело је Лигу нација разочаравајућим ремијем 1 : 1 у гостима са Молдавијом, пре него што је тим преполовљен због изостанка кључних играчи након чега су претрпели пораз од Грчке са резултатом 1 : 2 на домаћем терену.
У првом икад такмичарском доигравању УЕФА за Европско првенство, Косово је играло нерешено против Северне Македоније. Међутим, Косово је елиминисано након пораза од Македонаца у Скопљу резултатом 1 : 2. После елиминације у полуфиналу плеј-офа, назадовање Косова се наставља, а 2020. година је завршена са шест пораза, два ремија и победом у последњем мечу у години против Молдавије, победом која је обезбедила статус и за још једну сезону у Лиги Ц УЕФА Лиге нација.